# Михайлов Борис Андрійович
Бори́с Андрі́йович Миха́йлов (Borys Mykhailov), *25 серпня 1938, Харків, УРСР) — радянський та український артфотограф, який постійно мешкає в Берліні та Харкові. Вважається класиком сучасної фотографії і одним із перших медіа-художників, майстер фотомонтажу.  Мистецтво Михайлова має концептуальний та соціально-документальний характер. Його твори документують зміни у побуті та суспільстві, які відбувалися у пізньому СРСР та після його розпаду. Лауреат престижної премії фундації Хассельблада (2000), його альбом «Незакінчена дисертація» увійшов у десятку найкращих фотоальбомів світу. У 2008 обраний Академіком Німецької Академії Мистецтв, Почесний академік Національної академії мистецтв України (2014).
Лауреат Національної премії України імені Тараса Шевченка 2021 року за проєкт «Випробування смертю».

## Біографія
Борис Андрійович Михайлов закінчив Харківський інститут комунального будівництва. Свій творчий шлях і перші фотографічні досліди він почав у Харкові. Його роботи стали символами соціальної документальної фотографії.
"… моя фотографія почалася як аматорська з середини 60-х і весь час до розпаду СРСР залишалася неофіційною. У кожному проміжку часу я намагався говорити про своє важливе, яке було «важливим» для багатьох. І я думаю, що у всіх моїх серіях є почуття часу і відчуття історії, оскільки в них завжди присутній соціальний портрет: тіло, одяг, жест … все, що несе в собі ознаки часу. Мені випало «досліджувати» радянське життя в його останні тридцять з сімдесяти років, до повного розпаду радянської держави. І мені здається, що займаючись так довго фотографією і рефлексуючи на суспільні зміни, можна сказати, я начебто підсумовував «радянське», можливо, додаючи відсутні штрихи і елементи в історичний літопис. Я думаю, що радянська історія живе в сукупності офіційної фотографічної інформації і радянського андеграунду … "
Після закінчення Харківського інституту комунального будівництва в 1962 році їде на Ризький електромашинобудівний завод, пізніше переходить на Харківський номерний завод N -201, (завод «Комунар»), на якому майже відразу, на громадських засадах, починає створювати фільм про завод. Для вивчення історії заводу його відряджають до Держфільмофонду СРСР до Білих Стовпів, де він знайомиться з кінофотодокументами про дитячу трудову колонію для безпритульних ім. Макаренко, на місці якої був утворений спочатку завод ФЕД, а потім завод N- 201, що займається космосом. Вивчаючи архівні матеріали, працює з документально-соціальною фотографією, що впливає на пріоритети в його фотографії. Створюючи фільм про завод, активно знімає, одночасно вивчаючи основи радянської офіційної фотографії
На початку 60-х вступає до кіноклубу при обласному Будинку художньої самодіяльності профспілок, де заняття проводив режисер і журналіст Арон Каневський, який офіційно висвітлював скандальний судовий процес над групою харківських стиляг «Блакитний кінь». Спілкування з А. Каневським, чиї розповіді про процес над молодими людьми, котрі відчувши свободу, захопилися «Бітлз» та рок-н-ролом і несправедливо за це були покарані, вплинули на сприйняття життя і на фотографію. За часом це збігається з появою кольорової діапозитивної плівки ORWO CHROM, яка визначає нову фототехнологію, спрощуючи процес отримання кольорового зображення.
"… так трапилося, що мені пощастило: у мене вийшло "відкрити метод ", за допомогою якого я зміг легко і швидко отримувати зображення. Ненароком склавши разом дві проявлені діаплівки, я побачив як елементарні зображення в додаванні дали складну і незвичну картинку, а рухаючи і змінюючи комбінації кадрів, я отримав дуже багато зображень, з яких міг вибирати важливе (схожі зображення раніше виходили при друку подвійною експозицією, але відкритий метод дозволяв мені робити це простіше і швидше). Зі складених таким чином слайдів, їх було близько 300, вийшла серія «Вчорашній Бутерброд», яку з початку 70-х як слайд-шоу показував у фотоклубах під музику Pink Floyd. Ця серія, я думаю, відповідала світовідчуттю радянської людини 60-70-х, яка почала усвідомлювати подвійність радянського життя і відповідала початку змін в суспільстві, початку його демократизації. Хрущовська оголеність проблем дала нове світовідчуття і іншу можливість зйомки: оголеність соціальних проблем і тілесну оголеність. Це важлива для мене серія, після якої я відчув себе фотографом … "
У 2015 році робота Б. Михайлова «Вчорашній Бутерброд», слайд-шоу з музикою Pink Floyd, була представлена на Frize Masters в Лондоні як одна з методик, знайдених у минулому столітті.
Активно займаючись фотографією і вже маючи результат, який дає впевненість, в середині 60-х він переходить з кіноклубу до фотоклубу, куди поступово приходять фотографи, з якими в 1971 році буде утворено творче об'єднання «Час»: Олександр Супрун, Геннадій Тубала, Олег Мальований, Юрій Рупін, Євген Павлов.
У травні 1969 року, через знайдені в фотолабораторії знімки «ню», звільнений з заводу за статтею «про неблагонадійность». «… Дивитися ви можете (малися на увазі чеські і НДРівських фото-журнали), а так знімати вам ніхто не дозволяв!» — було сказано при звільненні. Особистий досвід несправедливості та проблеми з КДБ за доносом через фотографії, разом з офіційною інформацією про сталінські репресії і табори, дають інше розуміння радянського і його подвійності, розуміння можливості злочинних помилок влади. Все це формує критичне мислення, яке впливає на фотографію.
Після звільнення з заводу влаштовується на роботу в «Водоканал проект», спочатку інженером, а потім зав. фотолабораторією. Тоді ж, як халтурою, починає займатися на лурики, і збирає чужу домашню фотографію. З чого згодом робить серію «лурики» і, використовуючи той самий метод фарбування вже для своїх фотографій, серію «соцарт». Працюючи в «водоканалпроекті» знімає інститут, співробітників і їздить на зпроектовані інститутом об'єкти по всій країні.
З середини 70-х часто їздить до Литви, де тісно спілкується з литовськими фотографами Шашкусом, Балчікусом, Андрішеявічусом, Кунчюсом та іншими, і особливо близько сходиться з Вітасом Луцкусом. Про приїзди Б. Михайлова на фотофестивалі в Ніду згадує Laima Skeivene в книзі «Фотографія та Перебудова» (1989), яка пише про те, що не було попиту на справжній реалізм, не кажучи вже про іронію і гротеск робіт Б. Михайлова, який першим настільки фундаментально розкрив абсурдність багатьох форм радянського життя, дисперацію відчуженості і почуття крижаного безсилля, поза впливом якого неможливо було б уявити хвилю нового реалізму, що піднялася в литовської фотографії 80-х років.
Намагаючись знайти культурне середовище для обговорення своєї фотографії, показує роботи операторам, режисерам, поетам … (Юрій Іллєнко, Отар Іосіліані, Володимир Висоцький, Ельдар Рязанов, Григорій Рерберг, Андрій Вознесенський …), які приїжджають до Харкова, і сам їздить до Москви.
Наприкінці 70-х знайомиться, а потім тісно спілкується з художниками московського концептуалізму: Іваном Чуйковим, Володимиром Янкілевськім … Еріком Булатовим, Едуардом Гороховським … і особливо з Іллею Кабаковим, який відразу приймає його роботи і широко відкриває двері своєї майстерні. Ці спілкування і розмови змінюють переосмислення твору мистецтва. В фотографії того періоду Михайлов більше концентрується на концептуальності. Створює книги з текстами: «Вертикальні картинки і Горизонтальні Календарі» 1980 (розповідь), «В'язкість», 1982 (поезія), «Незакінчена дисертація», 1984 (маніфест фотографії). Спілкування з Іллею Кабаковим триває досі.
У серії «Бердянськ, пляж, неділя, з 11:00 до 13:00.» 1981 продовжує свій пошук і дослідження «середньої радянської людини», знаходить метод паралельних асоціацій, яким буде користуватися і в інших серіях: «У Землі», "Сутінки "…. "…"Метод паралельних асоціацій" — це коли зняте сьогодні зображення схоже на зняте давно, немов говорячи, де ми знаходимося. Так фотографія цієї серії нагадала мені зображення, зняті в Америці під час Великої Депресії, неначе відкидаючи наше життя на 50 років назад…"]]
У 1987—1989 входить до складу московської групи «Безпосередня фотографія», разом із Олександром Слюсаревим, Ігорем Мухіним, Іллею Пігановим, Олексієм Шульгіним, Андрієм Безукладниковим, Сергієм Леонтьєвим і Владиславом Єфімовим.
З початком перебудови, Б. Михайлов, разом з іншими фотографами, що представляють радянську неофіційну фотографію: Олексієм Шульгіним, Володимиром Купріяновим, Сергієм Леонтьєвим, Інтою Рука, В'ячеславом Тарновецьким, Георгієм Пінхасовим, Лялею Кузнєцовою, Вітасом Луцкусом, Володимиром Філоновим, Олександром Трифоновим, Юрієм Рибчинським, Антанасом Суткусом, Олександром Лапіним … вперше друкується в книгах: «Another Russia, Through the eyes of the new Soviet photographers» (1986) і «Die Zeitgenössische Photographie in der Sowjetunion» (1988) і бере участь у виставках: в Museum of Contemporary Art, Oxford, Great Britain (1986); Museum of Photography, Lausanne, Switzerland (1988); Museum of Photography, Odense, Denmark (1988) і Kulturhuset, Stockholm (1989) …
У 1989 до Бориса Михайлова, до Харкова, приїздить Іван Диховичний, який знімає фільм про радянську неофіційну фотографію для Фотофестивалю в Арлі, Франція. Фільм був названий по ранній роботі Б. Михайлова — «ЧЕРВОНА СЕРІЯ», (1968-75). Разом з цією та іншими серіями Б. Михайлова, у фільмі багато робіт харківських фотографів, з якими, як згадує І. Диховичний, той його знайомив.
"… візьмемо, наприклад, «Червону серію», думаю, що її визнання відбулося саме через «історичної цінності» цієї роботи, оскільки вона виникла з внутрішньої потреби компенсувати, вирівняти систему образів. Вся інформація на той час зводилася до мотиву героїзації радянської людини. Ідеальним візуальним образом був молодий чоловік з красивим і розумним обличчям, з дитиною на плечі, і поруч з яким крокувала щасливо усміхнена жінка. У моїй «Червоної серії» герой іншого. Там теж демонстрація, але на тлі червоних полотнищ важкі, що не виснажені «розумовими вправами», особи люмпен-пролетаріату. Його присутність додає бракуючий для мене елемент правди. І, головне, що цього було багато … ".
Вважаючи одним з головних завдань для художника рефлексію на час і місце, в якому живеш, «тут і зараз», в дев'яності і нульові продовжує спостереження за суспільними трансформаціями радянського і пострадянського простору, робить серії «У Землі» 1991 року, «Сутінки» 1993, «Історія хвороби» 1997—1998, «Чай, кава, капучино» 2000—2010.
У 1996 за серії «У Землі» і «Сутінки», Борис Михайлов отримує Coutts Contemporary Art Award, одночасно з Per Kirkeby і Andrea Zittel, а у 1997 за серію ","Незакінчена дисертація" отримує Премію Альберта Ренгера-Патча. Майже одночасно друкуються і ці книги: «У Землі», «Сутінки», «Незакінчена дисертація».
У 1999 друкує серію «Історія хвороби», 1997/1998, яка вважаються важливою частиною сучасного мистецтва. У цьому циклі він досліджує наслідки розвалу Радянського Союзу для людей, що живуть в тих умовах. Він знімав бездомних і втрачених, які довіряли йому і погоджувалися на відверті фото. Більше 500 фотографій зображують людей, які після розвалу Радянського Союзу не змогли знайти своє місце в житті. Борис Михайлов відверто і прямо критикує «маску краси», аналізує стихійне неприйняття пострадянського капіталістичного способу життя. Це один з найбільш знакових та кращих циклів його робіт, які стали визнаними світовими шедеврами соціальної документальної фотографії.
З початку дев'яностих його роботи активно виставляються в музеях. У 1991 бере участь у престижній міжнародній виставці в Carnegia Museum of Art Піттсбурга, США, разом з такими художниками як On Kawara, Bruce Nauman, Christian Boltanski, Louise Bourgeois, Katharina Fritsch, Hiroshi Sugimoto, Richard Serra, Juan Munoz, Ilya Kabakov, Richard Avedon, Sophie Calle, Allan McCollum ….
У 1993 році МоМА набуває в колекцію і показує на виставці «New Photography 9» серію «У Землі», в той же час його роботи купуються в колекцію Метрополітан Музей, Нью-Йорк. В 2011 в МоМА проходить персональна виставка Бориса Михайлова (на сьогодні він єдиний художник пост-радянського простору, хто мав персональну виставку в Музеї сучасного мистецтва, Нью-Йорк, США).
У 1990 персональні виставки проходять в Музеї сучасного мистецтва в Тель Авіві і List Visual Arts Center MIT, Cambridge, USA; в 1995 в Музеї Портікус, Франкфурт; в 1996 в Кунтхалле Цюріх і в Сорос Центрі, в Києві; в 1998 в Центрі Фотографії, в Парижі і в Стедлік Музеї, в Амстердамі, і в Sprengel Museum, Hannover; в 2001 у всіх п'яти залах Саачі Галереї, в Лондоні; в 2003 в France Hals Museum і в FotoMuseum Wintertour; в 2004 в ІСА Boston; в 2012 в Berlinische Gallery; в 2015 в Мадре Музеї, в Неаполь; в 2019 в Прінчук Арт Центрі в Києві і Кутстхалле Баден Баден.
У 1994 організовує «Групу швидкого реагування» (разом із Сергієм Братковим, Сергієм Солонським і Вітою Михайлової; спільна робота-серія «Якби я був німцем», 1994). Також спільні роботи були зроблені в творчій співдружності з художниками: Миколою Рідним (серія  «Ігри патріотів \ Українська готика» 2007), Флоріаном Меркель (серія «Олександр-Плац», 1999) та Сашою Вайднер (серія «Зйомка», 2008).
Б. А. Михайлов був лауреатом ряду стипендій для митців. Книга «Історія Хвороби» у 2000 році була відзначена призом — «Le prix du Livre de Photographie des Recontres Internationales de la Photographie d'Arles 2000», а в 2001 отримує «Kraszna-Krausz Book Awards, London, England» — за кращу книгу по фотографії. У 2001 він отримав важливу для фотографії премію "The City-Bank Private Bank Photography Prize. У 2015 році був відзначений премією Goslar Kaiserring, яку до нього отримали Henry Moore, Max Ernst, Joseph Beuys, Richard Serra, Georg Baselitz, Christo, Ilya Kabakov.
Працював запрошеним професором кафедри візуальних досліджень навколишнього середовища Гарвардського університету (2000), викладав у Лейпцизькій академії візуального мистецтва (2002—2003). У 2008 році обраний академіком Німецької Академії Мистецтв у Берліні, в 2011 почесний член Української Академії Мистецтв. Живе і працює в Берліні та Харкові.

## Характеристика творчості
Головним об'єктом більшості знімків фотографа є щоденне життя у рідному місті митця — Харкові. В 1968 — 1975 рр. він створив Червону серію, в якій показані люди в місті з широким використанням червоного кольору, натякаючи на щоденне життя в Радянському Союзі. Серія фотографій Клейкість (нім. Klebrigkeit, 1982) характерна належністю в ній персональних нотаток фотографа. Різні фотографії також грубо зафарбовані. Фотографія Солоне озеро (англ. Salt Lake, 1986) зображує велику групу людей, які купаються у водоймі, яка утворилася внаслідок техногенної катастрофи на содовому заводі сподіваючись на лікувальні властивості води. Фотограф тримав камеру на рівні поясу знімаючи серію «Біля землі». В серії Історія хвороби (англ. Case History, 1997—1998) відображені харківські безпритульні.

## Нагороди
Лауреат багатьох міжнародних премій:
- 1996 Coutts Contemporary Art Foundation Award, Zürich
- 1997 Премія Альберта Ренгера-Патча
- 2000 The Hasselblad Foundation International Award in Photography
- 2000 "Le prix du Livre de Photographie des Recontres Internationales de la Photographie d'Arles 2000", Arles, Франція
- 2001 The Citibank Private Bank Photography Prize
- 2001 Foto-Buchpreis der Krazna-Krausz-Stiftung, London (Kraszna-Krausz Book Award)
- 2003 General Satellite Corporation art prize
- 2012 Spectrum — Internationaler Preis für Fotografie der Stiftung Niedersachsen
- 2015 Goslarer Kaiserring

У 2021 році отримав премію Шевченка в категорії "Візуальне мистецтво" за фотоінсталяцію "Випробування смертю".

## Колекції (вибіркові)
- The Metropolitan Museum of Art, New York, USA
- MoMA — Museum of Modern Art, New York, USA
- TaTe Modern, London, England
- Saatchi Collection, Лондон, England
- Vektoria&Albert Museum, England
- Pinault Collection
- Albertina Museum, Wien, Austria
- Leopold Museum, Wien, Austria
- Centre Pompidou — Musée National d'Art Moderne, Paris, France
- Maison Européenne de la Photographie, Paris, France
- Musée d ́Art Moderne de la Ville de Paris — MAM/ARC, Paris, France
- Berlinische Galerie, Berlin, Germany
- Hamburger Bahnhof — Museum für Gegenwart, Berlin, Germany
- Museum Folkwang Essen, Germany
- Sprengel Museum Hannover, Germany
- Museum Ludwig, Köln, Germany
- Münchner Stadtmuseum, Munich
- Pinakothek der Moderne, Munich, Germany
- The Israel Museum, Jerusalem, Israel
- Tel Aviv Museum of Art, Israel
- Kiasma — Museum of Contemporary Art, Helsinki, Finland
- Art Gallery of South Australia, Adelaïde, SA
- MSU Muzej Suvremene Umjetnosti / Museum of Contemporary Art Zagreb, Croatia
- The Finnish Museum of Photography, Helsinki, Finland
- Contemporary Art Museum, Kumamoto, Japan
- NMAO National Museum of Art Osaka Toyota Municipal Museum of Art, Japan
- The Netherlands Foam Fotografiemuseum Amsterdam, The Netherlands
- Stedelijk Museum Amsterdam, The Netherlands
- Frans Hals Museum, Haarlem, The Netherlands
- Musac — Museo de Arte Contemporáneo de Castilla y León, Léon, Spain
- Centro de Artes Visuales Helga de Alvear, Cáceres, Spain
- Cal Cego — Colleccion de Arte Contemporaneo, Barcelone, Spain
- CGAC — Centro Galego de Arte Contemporánea, Santiago de Compostela, Spain
- Fotomuseum Winterthur, Winterthur, Switzerland
- Kunst Museum Basel, Switzerland
- MoCP — The Museum of Contemporary Photography, Chicago Jane Voorhies, USA
- Zimmerli Art Museum, New Brunswick USA
- San Francisco Museum of Modern Art — SFMOMA, San Francisco, USA
- Collection of the Centre National des Arts Plastiques — CNAP, Paris, France
- FRAC Languedoc — Roussilon, Montpellier, France
- Deutsche Bank, Berlin, Germany
- Museum für Photographie Braunschweig, Germany
- UnicreditGroup Art Collection, Italy
- Castello di Rivara, Centro d'arte contemporane, Rivara, Italy
- Gemeentemuseum Den Haag, The Hague, The Netherlands
- Russia Art4.ru — contemporary art museum, Moscow, Russia
- Moscow House of Photography, Moscow, Russia
- National Center for Contemporary Art (NCCA), Moscow, Russia
- Tretjakov Gallery, Moscow, Russia
- Moderna Galerija, Ljubljana, Slovenia
- Pinchuk Art Centre, Kiev, Ukraine
- MoCP — The Museum of Contemporary Photography, Chicago Jane Voorhies, USA
- Zimmerli Art Museum, New Brunswick USA
- San Francisco Museum of Modern Art — SFMOMA, San Francisco, USA
- UnicreditGroup Art Collection, Austria
- BMW Bank Collection, Germany.
- DZ Bank Collection, Germany.
- Deutcher Bank Collection, Germany

## Персональні Виставки робіт (вибіркові)
- 2019
- «The Space Between Us», Kunsthalle Baden-Baden, Germany
- «Before Sleep / After drinking», C/O Berlin, Germany
- «Temptaion of Death», «Biennale dell'Immagine», Spacio Officina, Chiasso, Swiss[14]
- Forbidden Image, PinchukArtCentre, Київ, 2019[15][16]
- Galerie Suzanne Tarasieve, Paris, France
- 2018
- Parliament, Dallas Contemporary, Dallas, USA (Curator: Peter Doroshenko)
- L'âme, un subtil moteur à explosion, CRP/ Centre régional de la photographie, Douchy-les-Mines, France (Curator: Muriel Enjalran)
- Role-playing — Rewriting Mythologies, Daegu Photo Biennale, Daegu, Korea (Curators: Ami Barak & Hyoyeun Kang)
- Diary, Galerie Barbara Weiss, Berlin, GermanyYesterday's sandwich,
- Sproviere, London, UK
- 2017
- Parliament 2014-17, 57th Venice Biennale, Ukrainian Pavilion, Venice, Italy (Curators: Peter Doroshenko & Lilia Kudelia, Dallas Contemporary)
- 2016
- Fotoarbeiten, Kunstverein Wolfenbüttel, Wolfenbüttel, Germany
- Boris Mikhailov — Ukraine, Fotomuseum Antwerpen, Antwerp, Belgium
- 2015
- Arles, Paris…and, Galerie Suzanne Tarasieve, Paris, France
- BORIS MIKHAILOV: Ukraine, Camera, Centro Italiano per la Fotografía, Turin, Italy
- Yesterday's Sandwich, Galerie OKNO, Stubice, Poland
- Mönchehaus Museum, Goslar, Germany
- Io no sono io, Madre Museum, Naples, Italy
- Profiles and…, Barbara Gross Galerie, Munich, Germany
- Case History, Philara, Düsseldorf, Germany
- 2014
- Men's talk, Guido Costa Projects, Turin, Italy
- 2013
- Boris Mikhaïlov — Four Decades, Dominique Lévy Gallery, New York City, USA
- Die Bücher 1968—201, Sprengel Museum Hannover, Hannover, Germany
- Boris Mikhaïlov — Salt Lake, Galería Casado Santapau, Madrid, Spain
- Unrespectable. Restrospective, Kharkov City Art Gallery, Kharkov, Ukraine
- 2012
- Boris Mikhaïlov, Promzona / Men's talk, Galerie Suzanne Tarasieve, Paris, France
- Triptychs, Sprovieri gallery, London, United Kingdom
- Time is out of joint. Photographs 1966—2011, Berlinischer Galerie, Berlin, Germany
- Salt Lake, La Criée Centre d'Art Contemporain, Rennes, France (curator: Larys Frogier)
- Boris Mikhaïlov — Tea Coffee Cappuccino, Galerie Suzanne Tarasieve, Paris, France
- Boris Mikhaïlov — I am not I, Galerie Suzanne Tarasieve / LOFT19, Paris, France
- 2011
- Case History, MoMA, New York, USA
- Boris Mikhaïlov — Tea Coffee Cappuccino, Galerie Barbara Weiss, Berlin, Germany
- Photography Calling, Sprengel Museum, Hannover, Germany
- Boris Mikhailov, Guido Costa Projects, Turin
- 2010
- Yesterday's Sandwich, Damian Casado, Madrid, Spain
- Utopia and Reality, Kunstverein Rosenheim, Rosenheim, Germany
- „1989. Ende der Geschichte oder Beginn der Zukunft?“, Kunsthalle Wien, Vienna, Austria
- 2009
- „1989. Ende der Geschichte oder Beginn der Zukunft?“, Villa Schöningen, Potsdam, Germany
- „Место, время…“, Манеж, Москва (В рамках 3-й Московской биеннале современного искусства)[1]
- Yesterday's Sandwich, Galerie Suzanne Tarasieve — LOFT19, Paris, France
- Boris Mikhaïlov — Dusk, Deweer Art Gallery, Otegem, Belgium
- 2008
- Red, Brown, Yeaterday's Sandwich, Art4.ru — Музей актуального искусства ART4.RU, Москва.
- „Бриколлаж“. ГЦСИ, Москва.
- Fluid Street: Alone, Together, Kiasma Museum of Contemporary Art, Helsinki, Finland
- Boris Mikhaïlov — Look at me I look at water or perversion of repose (1999), Galerie Suzanne Tarasieve, Paris, France
- 2007
- Banzai!, Galerie Barbara Weiss, Berlin, Germany
- Boris Mikhaïlov, Look at me I look at Water, Sprengel Museum, Hannover, Germany
- Boris Mikhaïlov, Barbara Gross Galerie, Munich, Germany
- Boris Mikhaïlov. Yesterday, kunst Meran im Haus der Sparkasse, Meran, Italy
- 2006
- Yesterday's Sandwich, Shugoarts, Tokyo, Japan
- 2005
- Butterbrot, Galerie Ilka Bree, Bordeaux, France
- Look at me I look at Water, Centre de la Photographie, Geneva, Switzerland
- Look at me I look at water, Suzanne Tarasieve Paris, Paris, France
- 2004
- Palau de la Virreina, Barcelona, Spain
- In the Street, Galerie Barbara Weiss, Berlin, GermanyTV-Mania, Kunstverein Arnsberg, Germany
- Galeria Helga de Alvear, Madrid, Spain
- Institute of Contemporary Art, Boston MA, USA
- 2003
- Boris Mikhaïlov: private Freuden, lastende Langeweile, öffentlicher Zerfall, eine Retrospektive, Fotomuseum Winterthur, Switzerland
- 2002
- The Insulted and the Injured, Pace/MacGill Gallery, New York, USA
- TV Mania, Galerie Barbara Weiss, Berlin, Germany
- TV Mania, Galerie der Stadt Schwaz, Schwaz, Austria
- 2001
- Boris Mikhaïlov: Case History & Heiner Müller Projekt, Haus der Kulturen der Welt, Berlin, Germany
- BildMuseet, Umea, Sweden
- Orchard Gallery, Derry, GB
- The Photographic Museum, Helsinki, Finland
- Saatchi Gallery, London, UK
- 2000
- Boris Mikhaïlov. 2000 Hasselblad Award Winner, Hasselblad Center, Göteburg, Sweden
- Boris Mikhaïlov, The Photographers Gallery, London;
- Dvir Galerie, Tel Aviv, Israel
- Galerie Barbara Gross, Munich, Germany
- 1999
- By the Ground, Museum of Modern Art, Ljubliana, Slovenia
- Boris Mikhailov, Museo Querini Stampalia, Venice, Italy
- Case History, DAAD Galerie, Berlin, Germany
- Case History and Dance, Scalo Galerie, Zurich, Switzerland
- Boris Mikhailov, Centre National de la Photographie, Paris, France
- 1998
- Boris Mikhailov, Stedelijk Museum, Amsterdam, Netherlands
- Boris Mikhailov: Les Misérables (About the World), Sprengel Museum Hannover, Hanover, Germany
- Boris Mikhailov, Peri Center of Photography, Turku, Finland
- 1997
- Photomania, DAAD Galerie, Berlin, Germany
- Crimean Grafomania, Galerie in der Brotfabrik, Berlin, Germany
- Boris Mikhailov, Hippolyte Photographie Galerie, Helsinki, Finland
- 1996
- Boris Mikhailov, Kunsthalle Zürich, Zurich, SwitzerlandBoris
- Mikhailov — A Retrospective, SCCA, Soros Center of Contemporary Art, Kiev, Ukraine
- 1995
- Boris Mikhailov, Portikus, Frankfurt/Main, Germany
- After the Fall, The Institute of Contemporary Art, Philadelphia, USA
- 1994
- „У земли“, XL Галерея, Москва
- Hotel Europa, Foto Festival Rotterdam, Rotterdam, Netherlands
- Boris Mikhailov, Perspektief Photographic Center, Rotterdam, Netherlands
- „У земли“, XL Галерея, Москва
- 1992
- Boris Mikhailov: Werke von 1970—1991, Forum Stadtpark, Graz, Austria
- 1990
- Boris Mikhailov, Museum of Contemporary Art, Tel Aviv, Israel
- Boris Mikhailov: Arles — Paris 1989, Signalhallen, Armémuseum, Stockholm, Sweden
- The Missing Picture, Alternative Zeitgenössische Fotografie aus der Sowjetunion, List Visual Arts Center, MIT, Cambridge, USA
- Boris Mikhailov, Union Bank Collection, Helsinki, Finland

## Групові Виставки робіт (вибіркові)
2020
The Missing Planet, Visions and re-visions of 'Soviet Times' from the Pecci Centre's and other collections
„Beyondtheimage“, Музей Стеделек, Амстердам, Нідерланди
2019
„30 Jahre Barbara Gross Galerie Teil 2“, галерея Barbara Gross, Мюнхен, Німеччина
„We love Photography!“, фотографічна фундація „Deutsche Börse“, Ешборн, Німеччина (куратор — Мартін Парр)
„30 Years of Dutch Courage“, галерея „Cokkie Snoei“, Роттердам, Нідерланди
„OSMOSCOSMOS“, Центр фотографії, Женева, Швейцарія (куратори —  Йорг Бадер, Олександра Шлюссер)
„PHOTO: The First Survey of All Photographic Works Made by Artists for Parkett since 1984“, виставковий простір „Parkette“, Цюріх, Швейцарія
„Selbstsicht“, Музей Шпренгеля, Ганновер, Німеччина (кураторка — Ольга Невзорова)
„1989 — CultureandPolitics“, Національний музей, Стокгольм, Швеція (куратори — Пер Хедстрьом, Лєна Ерікссон, Естелле аф Мальмборг)
France Hals Museum
2019—2000 — „Manifestarevisited“, Міжнародна фундація „Манфіеста“, Амстердам, Нідерланди
2018
Par amour du jeu 1998—2018, Les Magasins généraux, Pantin, France
Another Kind of Life. Photography on the Margins, Barbican, London, UK
2017
La Révolution est morte. Vive la Révolution !, Kunstmuseum Bern, Bern, Switzerland
The Inner Skin — Art and Shame, Marta Herford, Germany
Çanakkale Art Walk 2017: Homeland, Kunsthalle Osnabrück, Osnabrück, Germany
2016
Dancing with Myself — Self-portrait and Self-invention — Works from the Pinault Collection, Museum Folkwang, Essen, Germany
Kollektsia ! Art contemporain en URSS et en RUSSIE 1950—2000, Centre Pompidou, Paris, FranceTransiciones, Círculo de Bellas Artes, Madrid, Spain (Curator: Alexis Fabry)
Galeristes, Galerie Suzanne Tarasieve, Carreau du Temple, Paris, France
Landscapes and People, Albertina Museum, Vienna, Austria
2015
The Probelm of God, Kunstsammlung NRW, K21 Ständehaus, Düsseldorf, Germany
Faces Now, Portraits photographiques européens depuis 1990, Bozar, Brussels, Belgium (Curator: Frits Gierstberg)
This is war!, Palazzo del Monte di Pietà, Padua, Italy (Curator: Walter Guadagnini)
Manifest Intention. Drawing In All Its Forms, Castello di Rivoli, Turin, Italy (Curators: Beatrice Merz, Marianna Vecellio)
Sense (Un)Certainty — A Private Collection, Kunsthaus Zürich, Zürich, Switzerland
Ontheemd, 150 jaar sociale fotografie, OCMW — Maagdenhuismuseum, Antwerp, Belgium
2014
-Manifesta 10, The State Hermitage Museum, St. Petersburg, Russia
-Kyiv Platform for Contemporary Art: Through Maidan and Beyond, Architekturzentrum Wien, Vienna, Austria
-After the Victory, Ermilov Centr, Kharkov, Ukraine
-Intractable and Untamed: Documentary Photography around 1979, Museum Ludwig, Cologne, Germany
-Playgrounds, Museo Reina Sofia, Madrid, Spain
-Gallery Artists Show, ShugoArts, Tokyo, Japan
-Prix Pictet — Consumption, Bernheimer Fine Art Photography, Munich, Germany
-The Ukrainians, daadgalerie, Berlin, Germany
-Unseen Existence: Dialogues with the Environment in Contemporary Art, Hong Kong Arts Centre, Hong Kong, China
-Primrose: Early Colour Photography in Russia, The Photographers Gallery, London, United Kingdom
2013
-À triple tour: collection Pinault, La Conciergerie, Paris, France
-Théâtre du monde, La Maison rouge, Paris, France
-Russisches Berlin, Central Exhibition Hall, Perm, Russia
-The ShugoArts Show, ShugoArts, Tokyo, Japan
-The Desire for Freedom — Arte in Europa dal 1945, Palazzo Reale, Milan, Italy
-Expansion Of The Object, Moscow museum of modern art — MMOMA, Moscow, Russia
-Riotous Baroque: From Cattelan to Zurbarán, Guggenheim Museum, Bilbao, Spain (Curator: Bice Curiger)
-Quartiers d’été de la collection Bernard Magrez, Villa Roches Brunes, Dinard, France
-Ukrainian News, Centre for Contemporary Art Ujazdowski Castle, Warsaw, Poland
-Primrose, Fotografiemuseum Amsterdam, Amsterdam, Netherland
-This Infinite World, Fotomuseum Winterthur, Winterthur, Germany
-Critique and Crises, Art in Europe Since 1945, Kumu Art Museum, Tallinn
-Ukraine: Expropriation, Grinberg Gallery, Moscow, Russia
-We Fragment, Collect and Narrate — Cultuurcentrum Mechelen, Mechelen
-Critique and Crises. Art in Europe since 1945, Kumu Art Museum — Art Museum of Estonia, Tallin, Estonia
2012
-Nackte Männer. Von 1800 bis heute, Leopold Museum, Vienna, Austria
-9th Shanghai Biennal, Shanghai, China
-„Verführung Freiheit. Kunst in Europa seit 1945“, Deutsches Historisches Museum Berlin, Berlin, Germany
-C'est la vie — Das ganze Leben, Der Mensch in Malerei und Fotografie, Deutsches Hygiene Museum, Dresden, Germany
Reality Bites, The document in contemporary art — Works from Kiasma collection, Kiasma, Museum of Contemporary Art, Helsinki, Finland
Theatre Of The World, MONA — Museum of Old and New Art, Hobart Tasmania, Australia
-Gaiety Is The Most Outstanding Feature Of The Soviet Union, Saatchi Gallery, London, England
-Junge Menschen, Fotomuseum Winterthur, Winterthur, Switzerland
-Everything Was Moving: Photography from the 60s and 70s, Barbican Art Gallery, London, England
-Durchsucht, fixiert, geordnet, Museum für Gegenwartskunst Siegen, Germany
-La Belle & la Bête, Institut Culturel Bernard Magrez, Bordeaux, France
-Fotofestival Mannheim Ludwigshafen Heidelberg, Heidelberger Kunstverein, Heidelberg, Gemany
-2nd Ural Industrial Biennial Of Contemporary Art — Production Of Meanings, Ural Industrial Biennial, Iekaterinbourg, Russia
-Riotous Baroque — From Catelan to Zurbarán — Manifestations of Precarious Vitality, Kunsthaus Zurich, Zurich, Switzerland
-Arsenale 2012 — Ukrainian Biennale of Contemporary Art, Kyiv, Ukraine
-Fremde Überall — Foreigners Everywhere, (from Collection Pomeranz), Jüdisches Museum, Vienna, Austria (Curator: Ami Barak)
-Visible / Invisible, Toyota Municipal Museum of Art, Toyota, Japan
-Revolution vs Revolution. Beirut Art Centre, Beirut, Libanon
-The World belongs you, François Pinault Foundation, Palazzo Grassi, Venice, Italy
2011
People and the City, WINZAVOD Centre for Contemporary Art, Moscow, Russia (UniCredit Art Collection)
Photography Calling, Sprengel Museum Hannover, Germany
New Documentary Forms, Tate Modern, London, England
The world belongs to you, Palazzo Grassi, Venice, Italy
8. Mercosul Bienniale, Brazil
6th Curitiba Biennial, Curitiba, Brazil
Ostalgia, New Museum, New York, USA
Kunstverein Landau, Landau, Germany
Aires de jeu, champs de tensions, Pavillon Populaire, Montpellier, France (Curator: Monika Faber)
Investigations of a Dog, Works from the FACE Collections, Magasin 3, Stockholms Konsthall, Stockholm, DESTE Foundation, Athens, Greece
Breaking News, Fukushima and the consequences, KW Institute for Contemporary Art, Berlin, Germany
Cómo nos miran, CGAC, Centro Galego de Arte Contemporanea, Santiago de Compostela, Spain
2010
Les recherches d'un chien, La Maison Rouge / Fondation Antoine de Galbert, Paris, France
Arbeit / Labour — Set 7 from the Collection and Archive of the Fotomuseum Winterthur, Fotomuseum Winterthur, Zürich, Switzerland
Realismus — das Abenteuer der Wirklichkeit. Courbet — Hopper — Gursky, Kunsthalle Emden, Emden, Germany
Sexuality and transcendence, Pinchuk Art Center, Ukraine
Investigations of a Dog, works from FACE Collections, Ellipse Foundation, Cascais, Portugal
Photo I, Photo You, Calvert 22, London, UK
Four Perspectives through the Lens: Soviet Art Photography in the 1970—1980, The Lower Dodge Gallery, New Jersey, USA
ZEITmagazin Ausstellung, Alsterhaus Hamburg, Hamburg, Germany
1989. Ende der Geschichte oder Beginn der Zukunft?, Kunsthalle Wien, Vienna, Austria
1989, Villa Schöningen, Potsdam, Germany
2009
Four Perspectives Trough th Lens: Soviet Art Photography in the 1970s — 1980s, Jane Voorhees Zimmerli Art Museum, New Jersey, USA
Movie Painting, National Center For Contemporary Art (NCCA) — Moscow Branch, Moscow, Russia
Born in the USSR — Russische Kunst aus Deutschland, Lichthof des Auswärtigen Amtes, Berlin, Germany
Zeigen. Eine Audiotour durch Berlin von Karin Sander, Temporäre Kunsthalle Berlin, Berlin, Germany
Shoot, Parco Factory, Tokyo, Japan
1968. Die Große Unschuld, Kunsthalle Bielefeld, Bielefeld
Printed Matter — Set 6 aus der Sammlung des Fotomuseum Winterthur, Fotomuseum Winterthur, Winterthur, Switzerland
Investigations of a Dog, works from FACE Collections, Foundazione Sandretto Re Rebaudengo, Turin, Italy
2008
Helga De Alvear im Dialog mit Harald Falckenberg, Sammlung Falckenberg, Kulturstiftung Phoenix Art, Hamburg, Germany
La Ilustracion total.Rte Conceptual de Moscu 1960—1990 — Fundación Juan March, Madrid, Spain
Efter Eisenstein, Lunds konsthall, Lunds, Sweden
Real. Fotografien aus der Sammlung der DZ Bank/Photographs from the Collection of the DZ Bank, Städel Museum, Frankfurt, Germany
Die totale Aufklärung. Moskauer Konzeptkunst 1960—1990, Schirn Kunsthalle Frankfurt, Germany
Fluid Street-alone, together, Kiasma Museum of Contemporary Art, Helsinki, Finland
Liebe. Love. Paare — Gustav-Lübcke-Museum, Hamm, Germany
Are You Close Enough?, Galerie West, The Hague, Netherlands
Glück — Welches Glück, Deutsches Hygiene-Museum Dresden, Dresden, Germany
2007
Hot + Bothered: Looking at the Landscape/Thinking about the World, Pace/MacGill Gallery, New York, USA
What does the jellyfish want?, Museum Ludwig, Cologne, Germany
Poem about an Inland Sea, Venice Biennale, Ukrainian Pavilion, Venice, Italy (Curator: Peter Doroshenko)
Der Kontrakt des Fotografen, Museum Morsbroich, Leverkusen, Germany
2006
Der Kontrakt des Fotografen, Akademie der Künste, Berlin, Germany
In the Face of History: European Photographers in the 20th Century, Barbican Art Gallery, London, UK
Twilight-Photography in the Magic Hour, Victoria and Albert Museum, London, UK
Die Schönheit der Chance, Institut für moderne Kunst, Nürnberg, Germany
Berlin-Tokyo/Tokyo-Berlin. Die Kunst zweier Städte, Neue Nationalgalerie, Berlin, Germany
Toucher l'indicible, Centre régional d'art contemporain, Languedoc-Roussillon, France
Tokyo-Berlin/Berlin
-Tokyo, Mori Art Museum, Roppongi Hills, Tokyo, Japan
2005
Circa Berlin, Nikolaj, Copenhagen Contemporary Art Center, Denmark
Minimalist Kitsch & Visionäre Sammlung Vol.1, Haus Konstruktiv, Zürich, Germany
Rundlederwelten, Martin Gropius Bau, Berlin, Germany
Motor Blues, Fotografien aus der Schenkung AutoWerke von BMW Financial Services, Museum der bildenden Künste Leipzig, Leipzig, Germany
Information/Transformation, Extra City Center for Contemporary Art, Antwerp, Netherlands
2004
Verworpenen en Zondaskinderen, De Hallen Harlem, Netherlands
Social Creatures. How Body becomes Art / Soziale Kreaturen. Wie Körper Kunst wird, Sprengel Museum Hanover, Germany
The Beauty of Darkness, Reflex Modern Art Gallery, Amsterdam, Netherlands
Berlin-Moskau / Moskau-Berlin 1950—2000, Staatliche Tretjakow-Galerie, Moscow, Russia
Photo Exhibition, Barbara Gross Galerie, Munich, Germany
Fotografia Verbal: Ilya Kabakov, Boris Mikhaïlov, Museuserralves, Museu de Arte Contamporanea, Porto, Portugal
Privatisierungen. Zeitgenössische Kunst aus Osteuropa, KW Institute for Contemporary Art, Berlin, Germany
Channel Zero, Netherlands Media Arts Institute/Montevideo TBA, Amsterdam, Netherlands
Dorf in die Metropole — Rohkunstbau in Berlin, Studio 1, Künstlerhaus Bethanien, Berlin, Germany
Architektur der Obdachlosigkeit. Biss zu Gast in der Berlinischen Galerie, Berlinische Galerie, Berlin, Germany
Manifesta 5, Donostia-San Sebastian, Spain
2003
Witness. Contemporary Artists document our Time, Barbican Gallery, London, UK
Cruel + Tender, The Real in the Twentieth-Century Photograph, Tate Modern, London, UK
Warum, Martin-Gropius-Bau, Berlin, Germany
Berlin/Moskau, Moskau/Berlin 1950—2000, Martin-Gropius-Bau, Berlin, Germany
Mircro Politicas (3). Arte Y Cotidianidad, Espai D‘Art Contemporani De Castello, Castello, Italy
Traumfabrik Kommunismus, Schirn Kunsthalle, Frankfurt/Main, Germany
Auf der Suche nach Identität. Boris Mikhaïlov und Studierende der HGB Leipzig, Hochschule für Grafik und Buchkunst, Leipzig, Germany
Architektur der Obdachlosigkeit, Pinakothek der Moderne, Munich, Germany
Auf der Suche nach Identität. Boris Mikhailov und Studierende der HGB Leipzig, Hochschule für Grafik und Buchkunst, Leipzig, Germany
cruel + tender / zärtlich + grausam. Fotografie und das Wirkliche, Museum Ludwig, Cologne, Germany
2002
Sand in der Vaseline. Künstlerbücher II, 1980—2002, Kaiser Wilhelm Museum, Krefeld, Germany
2001
From the 60 until now…, Museum of Modern Art, New York, USA
The Citibank Private Bank Photography Prize 2001, The Photographer's Gallery, London, UK
Remake Berlin, DAAD Galerie, Berlin, Germany
Home/Homless, Bo01 City of Tomorrow, Malmö, Sweden
Remake Berlin, Internationale de la Photographie d'Arles 2001, Arles, France
Trade, Fotomuseum Winterthur, Switzerland
Autowerke, Franz Hals Museum, Haarlem, Netherlands
2000
Remake Berlin, Fotomuseum Winterthur, Switzerland
12th Biennale of Sydney, Sydney, Australia
Museum für Zeitgenössische Kunst, Ljubiljana, Slovenia
Positions Attitudes Actions, Social and Political Commitment in Photography, Foto Biennale Rotterdam, Netherlands
How you look at it. Fotografien des 20. Jahrhunderts, Sprengel Museum, Hannover and Städelsches Kunstinsti- tut, Frankfurt, Germany
BMW Collection: Autowerke, Hamburg, Munich, Germany
Global Conceptualism. Points of Origin, 1950s-1980s, MIT, Cambridge, UK
After the Wall, Kunst und Kultur im postkommunistischen Europa, Ludwig Museum Budapest and Hamburger Bahnhof, Berlin, Germany
1999
Future is Now, Ukrainische Kunst in den Neunzigern, Museum of Contemporary Art, Zagreb, Croatia
After the Wall, Kunst und Kultur im postkommunistischen Europa, Moderna Museet, Stockholm, Sweden
Ich und die Anderen, Ursula Blickle Stiftung, Karlsruhe; Münchener Stadtmuseum, Munich, Germany
Global Conceptualism: Points of Origin, 1950s–1980s, Queens Museum of Art, New York; Walker Art Center, Minneapolis; Miami Art Museum, Miami; Vancouver; MIT, Cambridge, USA
1998
Nobuyoshi Araki & Boris Mikhailov, Galerie Satani, Tokyo, Japan
Richard Billingham & Boris Mikhailov, Galerie Barbara Gross, Munich, Germany
1996
Russian Jewish Artists in a Century of Change: 1809—1990, The Jewish Museum, New York, USA
10th Biennale of Sydney, Sidney, Australia
1995
If I were a German…, Galerie in der Brotfabrik und Galerie Andreas Weiss, Berlin, Germany
Zeitgenössische Russische Fotografie, Akademie der Künste, Berlin and Neuer Berliner Kunstverein, Berlin, Germany
1994
Photo-reclamation, Photographers’ Gallery, London, John Hansard Gallery and University of Southhampton, United Kingdom
1993
New Photography 9, The Museum of Modern Art, New York, USA
1992
Herbarium, The Photographic Experience in Contemporary Russian Art, Kunsthalle Exnergasse, Vienna, Austria
1991
Carnegie International, The Carnegie Museum, Pittsburgh, USA
Photo Manifesto, Museum of Contemporary Art, Baltimore, USA
1990
Internationale Biennale der Photographie, Turino, Italy
1989
Ny Sovjetisk Fotografi, Museet for Fotokunst, Odense, Denmark

## Книги-альбоми
- - Mikhailov, Boris. Am Boden / By the Ground / Die Dämmerung / At Dusk /. Köln, Oktagon, 1996.
  - Mikhailov, Boris. Die Dämmerung / At Dusk /. Köln, Oktagon, 1996.
  - Mikhailov, Boris. Unfinished dissertation. Zurich, Scalo, 1998.
  - Mikhailov, Boris. Case History. Zurich. Scalo Verlag, 1998.
  - Mikhailov, Boris. äußere Ruhe (Drucksache N. F. 4). Dusseldorf, Richter, 2000.
  - Boris Mikhailov. Dance (text B. Groys). The Hassebllad Award 2000, Hasselblad Center, Göteborg
  - Mikhailov, Boris. Salt Lake. Gottengen, Steidl Verlag, 2002.
  - Mikhailov, Boris. Look at Me I Look at Water. Göttingen, Setidel Verlag, 2004.
  - Mikhailov, Boris. Crimean Snobbism. Токуо, Rat Hole Gallery, 2006.
  - Mikhailov, Boris. Suzi et cetera. Köln, Verlag der Buchhandlung Walter König; New York: D.A.P., 2007.
  - Mikhailov, Boris. Yesterday's sandwich. London, Phaidon, 2009.
  - Mikhailov, Boris. Maquette Braunschweig. Göttingen, Steidl Verlag, 2010.
  - Mikhailov, Boris. Tea Coffee Cappuccino. Köln, Walther König, 2011.
  - Mikhailov, Boris. The Wedding. text— Adrian Searle. London, Morel Books, 2011.
  - Mikhailov, Boris. Bücher Books. Structures of Madness, or Why Shepherds Living in the Mountains Often Go Crazy / Photomania in Crimea.Köln, Walther König Verlag, 2013. Mikhailov, Boris. Krymskaja fotomanija. Köln, Walther König Verlag, 2013.
  - Mikhailov, Boris. I am not I. London, Morel Books, 2015
  - Mikhailov, Boris. Arles, Paris…and. Suzanne Tarasieve gallery, Paris, 2015.
  - Mikhailov, Boris. Diary. Köln Walther König Verlagб 2016.
  - Mikhailov, Boris. Japan. Göttingen, Steidl Photography International, 2017.
  - Mikhailov, Boris. Parliament. Київ, Родовід, 2017.
  - Mikhailov, Boris. Suzi et cetera (Part 2). Palermo: 89 books, 2019.
  - Mikhailov, Boris. Yesterday's sandwich II. Токуо: Super Labo, 2019.
  - Mikhailov, Boris. Temptation of Life. Berlin: Holzwarth Publications, 2020.
  - Mikhailov Boris. Series of Four /Serie von Vier, Staatliche Kunsthalle Baden-Baden, Walther König Verlag, Köln, 2019
  - David Teboul, Boris Mikhaïlov / I've been here once before, Ed. Hirmer & Les Presses du Réel (artist book)
  - Brigitte Kölle (Hrsg.): Boris Michaijlov. Stuttgart, 1995, ISBN 3-89611-001-2
  - Inka Schube (Hrsg.): Wenn ich ein Deutscher wäre…, Dresden, 1995, ISBN 3-364-00352-1
  - Wolfgang Storch (Hrsg.): Äußere Ruhe. In: IG Druck-Sache: Informationen der Industriegewerkschaft Druck und Papier für die Kolleginnen und Kollegen der GWP. N.F., 4. Düsseldorf, 2000. ISBN 3-933807-21-2
  - Urs Stahel (Hrsg.): Eine Retrospektive. Ausstellungskatalog, Zürich, 2003, ISBN 9783908247722
  - Margarita Tupitsyn et al.: Ilya Kabakov, Boris Mikhailov and the Moscow Archive of New Art. Serralves, 2004, ISBN 9789727391332
  - Berlinische Galerie (Hrsg.): Boris Mikhailov, time is out of joint. Ausstellungskatalog, Berlin, 2010, ISBN 978-3-942405-64-5
  - Inka Schube (Hrsg.): Boris Mikhailov, Bücher, Books. Köln, 2013, ISBN 978-3-86335-303-2
  - Boris Mikhailov: Kaiserringträger der Stadt Goslar 2015, Mönchehaus Museum Goslar, 2015

## Перелік основних серій Б. Михайлова
60-і
„Календарі“ -1967
і фотографії, якими „напишеться“ серія „Щоденник“ (60-ті / 2015)
„Приватна серія“
„Інженери“
розпочаті серії, які будуть закінчені в 70-і:
„Сюзі та інші“
„Вчорашній Бутерброд“
„Місто. Чёрний Архів“
„ Червона "
«На кольорових фонах»
«Танці»
70-і
закінчуються серії, розпочаті в 60-і: «Сюзі та інші», «Вчорашній Бутерброд»
«Місто, Чорний Архів»
"Червона "
«На кольорових фонах»
«Танці»
розпочаті серії, які заканчатся в 80-е («Двійки», «Лурики», «Соцарт»…)
80-і
закінчуються серії, розпочаті в 70-ті («Двійки», «лурики», «соцарт» …)
«Бердянськ. Пляж. Неділя, з 11:00 до 13: 00» — 1981
«Кримський Снобізм» — 1982
«Четвірки» — 1982/1983
«Вертикальні картинки, Горизонтальні Календарі» — 1980
«В'язкість» — 1982
«Незакінчена Дисертація» — 1984
«Місто без головної вулиці»
«Річкова Пастораль» — 1986
«Соляні Озера» — 1986
«Портфоліо: для конкурсів Краси і Модельного бізнесу» — 1986—1992
«Арль, Париж» — 1989
90-і
«У Землі» — 1991
«Портфоліо: для конкурсів Краси і Модельного бізнесу» 1986—1992
«Я не Я» -92/1993
«Сутінки» -1993
"Посвята Мендельсону. Єврейські Портрети в Профіль "-1993
«Ящик для 3-х букв» — 1994 (з С. Братков, В. Михайлова)
«Жертвопринесення» — 1994 (з С. Братков, В. Михайлова)
«Якби я був німцем» — 1994 року (з С. Братков, С. Солонський, В. Михайлова)
«Кримська Фотоманія» — 1995
«Караул» — 1995
«Проєкт Зальцау» — 1996
«Історія Хвороби» 1997/1998
«Посвята Man Ray» — 1998
«Look at me I look at water» — 1997/1998
«Проєкт BMW» — 1999
00-і
«Футбол Берлін», 2000.
«Чай, Кава, Капучіно» 2000—2010
«TV -ман» (90-е -2002)
«Майорка» 2003
«Брайтон, Англія» 2003
«Японія» 2006/2007
«Брауншвейг» 2007
«Німецький Портрет» 2008
10-і
«Промзона» 2011
«Структури Божевілля» 2011
«Коли Мама була молодою» 2011
«Чоловіча розмова» 2011
«Радянський колективний портрет» 2011
«Автопортрети» 2014
«Театр Військових Дій, Акт II, Перепочинок» 2013/2014
«Щоденник» 1960/2015
«Парламент» 2015—2017
«Хірургія» 2018
«Випробування Смертю» 2014—2019 (Національна премія України імені Тараса Шевченка 2021 року)
«Хірургія» 2018